# Platycheirus willistoni
Platycheirus willistoni är en tvåvingeart som först beskrevs av Goot 1964.  Platycheirus willistoni ingår i släktet fotblomflugor, och familjen blomflugor. Inga underarter finns listade i Catalogue of Life.